# Begonia × ascotiensis
Begonia × ascotiensis es una especie de planta perenne perteneciente a la familia Begoniaceae. 
Es un híbrido compuesto por Begonia cucullata Willd. × Begonia fuchsioides Hook.

## Taxonomía
Begonia × excelsior fue descrita por J.B.Weber y publicado en Revue Horticole 46: 17. 1874.
Etimología
Begonia: nombre genérico, acuñado por Charles Plumier, un referente francés en botánica, honra a Michel Bégon, un gobernador de la excolonia francesa de Haití, y fue adoptado por Linneo.
ascotiensis: epíteto